# Stelio Sole
Stelio Sole né le 5 octobre 1930 à Caracas et mort le 6 mai 1993) à Montréal est un peintre québécois. Il vit à Trois-Rivières pendant plusieurs années et il se lie d'amitié avec le peintre Jean-Marc Gaudreault. 
À la suite de son décès en 1993, la ville de Trois-Rivières a instauré en 1994 en son honneur le prix Stelio-Sole dont les récipiendaires ont été des talents émergents de la région. Une de ses œuvres a été intégrée à l'architecture de la Bibliothèque municipale de Trois-Rivières.

## Musées et collections publiques
- Centre d'exposition de la Corporation culturelle de Shawinigan
- Centre d'exposition Raymond-Lasnier
- Musée d'art contemporain de Montréal
- Musée d'art de Joliette
- Musée national des beaux-arts du Québec[4]
- Musée Pierre-Boucher
- La Pulperie de Chicoutimi
- The Robert McLaughlin Gallery
- galerie Simon Juneau à Ottawa.